# 永野彰子
永野 彰子（ながの あきこ、1964年8月1日 - ）は、南海放送アナウンサー。愛媛県出身。南海放送グループの株式会社RNBコーポレーション代表取締役社長も務める。

## 人物・来歴
愛媛県立松山南高等学校、松山商科大学（現・松山大学）経営学部経営学科卒業後、1988年南海放送に入社。
一時期、永野あきこと彰子を平仮名表記にしていたことがあった。その理由は、社内でも彰子を『影子』と書き間違われたりすることがあったためだからという。その『影子』は現在、RNBの公式ブログのタイトルにもなっている。
大学生時代は落語研究会に所属しており、当時の高座名は「可愛家なっぱ」（本人曰く、当時はまだ「瑞々しかった」ということから）。施設の慰問などで色々話をすることで人とのコミュニケーションに興味を持ち、それがアナウンサーになるきっかけとなった。
その後も『落語を聞くこと』が趣味の一つとなっている。ラジオ番組に出演していた時は、イベントでリスナーの前で落語を披露していたときもあった。しかし『本当は下手』と本人が言っていたこともある。
大学時代、NHK松山放送局製作の四国ブロック放送「今夜は四国が見えてくる」のコーナー「白羽の矢」の愛媛県担当のレポーターとして出演。
NHK松山放送局開局50周年記念番組「愛媛にテレビが来て半世紀」（2007年05月26日放送分）で「白羽の矢～燧灘編」（1985年11月26日放送分）のVTRが流れ、
自身、そのVTRが流れる事をRNBの公式ブログ「影子」（2007年05月24日更新分）でさりげなく紹介していた。
1998年から2001年までラジオ制作部に配属。その後アナウンサーに復帰した。2009年2月19日の人事異動で、放送業務本部アナウンス室副部長に就任。同年3月30日から放送を開始したNEWS チャンネル4のキャスターを2013年9月まで担当した。
2013年9月の人事異動でアナウンスの現場から一旦離れ、広報視聴者センターで部長職を務めていたが、2016年1月の人事異動でラジオセクションで現場復帰した。
2018年7月より、グループ会社「RNBコーポレーション」の代表取締役社長に就任した。
2025年3月1日付で南海放送執行役員に就任した。
1993年当時は局内で「南海放送の荻野目ちゃん」が愛称で呼ばれていたことがあった。白猫を飼っている愛猫家である。

## 担当番組
テレビ
- なんかいNEWS・なんかいNEWSファイナル

ラジオ
- ニュースな時間
- 愛媛新聞ニュース

### 過去の担当番組
テレビ
- なんかいNEWS530プラス1
- おかえりテレビ（月～木）
- NEWS チャンネル4（2013年9月まで）
- おかデリ内『今コレ』
- なんかいNEWS

- わいわい!サタデー
- まどんな倶楽部
- 1616カフェ